# Andorre aux Jeux olympiques d'hiver de 2010
L'Andorre participe aux Jeux olympiques d'hiver de 2010 à Vancouver au Canada du 12 février au 28 février 2010. Il s'agit de sa 10e participation à des Jeux d'hiver. La délégation andorrane est représentée par six athlètes dans trois disciplines : François Soulie en ski de fond, Lluis Martin Tarroch en snowboard et par Sofie Juarez, Kevin Esteve Rigail, Roger Vidosa et Mireia Gutiérrez. Le porte-drapeau du pays est Lluis Marin Tarroch lors de la cérémonie d'ouverture et Mireia Guiérrez pour la cérémonie de clôture.
L’Andorre fait partie des pays qui ne remportent pas de médaille au cours de ces Jeux olympiques. Aucun des six athlètes représentant l'Andorre n'a terminé dans les dix premiers de sa discipline.

## Préparation et arrivée au village olympique
La délégation andorrane pour ces Jeux olympiques est composée de six athlètes accompagnés de cinq entraîneurs, un médecin, le docteur Fabrice Descombes, et deux officiels : Vicky Grau, chef de mission et Carles Visa, attaché olympique.
L'objectif affiché par le Comité national olympique andorran et par le gouvernement de la principauté est de faire honneur à leur participation car le pays sait très bien qu’obtenir un résultat est très compliqué au vu de la taille du pays et du nombre d’athlètes participants.

## Cérémonies d'ouverture et de clôture
L'Andorre fait partie des quarante-cinq pays d'Europe participant à ces Jeux. La cérémonie d'ouverture est dédiée au lugeur géorgien Nodar Kumaritashvili, mort la veille à la suite d'une sortie de piste lors d'une session d'entraînement. Comme cela est de coutume, la Grèce, berceau des Jeux olympiques et qui accueillit les premiers Jeux de l'ère moderne en 1896, ouvre le défilé des nations. Le Canada, qui est le pays hôte, ferme la marche, les autres nations défilant par ordre alphabétique. L'Andorre est ainsi la 4e des 82 délégations, après l'Algérie et avant l'Argentine à entrer dans le BC Place Stadium de Vancouver. Le porte-drapeau du pays est le snowboarder Lluis Marin Tarroch.
Lors de la cérémonie de clôture qui se déroule également au BC Place Stadium, les porte-drapeaux des différentes délégations entrent ensemble dans le stade olympique et forment un cercle autour du chaudron abritant la flamme olympique. Le drapeau d'Andorre est porté cette fois si par la skieuse Mireia Gutiérrez. 

## Épreuves de ski alpin
| Athlète      | Épreuve       | Manche 1      | Rang | Manche 2 | Rang | Total         | Rang |
| ------------ | ------------- | ------------- | ---- | -------- | ---- | ------------- | ---- |
| Kevin Esteve | Descente      | NC            | NC   | NC       | NC   | 1 min 59 s 61 | 47e  |
| Kevin Esteve | Super-Combiné | DNF           | DNF  |          |      |               | DNF  |
| Kevin Esteve | Super-G       | NC            | NC   | NC       | NC   | 1 min 33 s 65 | 33e  |
| Roger Vidosa | Descente      | NC            | NC   | NC       | NC   | 1 min 59 s 65 | 48e  |
| Roger Vidosa | Slalom        | DNF           | DNF  |          |      |               | DNF  |
| Roger Vidosa | Slalom géant  | 1 min 21 s 91 | 48e  |          |      |               | DNF  |
| Roger Vidosa | Super-Combiné | 1 min 57 s 48 | 38e  | 52 s 85  | 23e  | 2 min 50 s 33 | 25e  |
| Roger Vidosa | Super-G       | NC            | NC   | NC       | NC   | 1 min 35 s 67 | 39e  |

| Athlète          | Épreuve       | Manche 1      | Rang | Manche 2 | Rang | Total         | Rang |
| ---------------- | ------------- | ------------- | ---- | -------- | ---- | ------------- | ---- |
| Mireia Gutiérrez | Descente      | NC            | NC   | NC       | NC   | 1 min 52 s 87 | 28e  |
| Mireia Gutiérrez | Slalom        | 54 s 81       | 38e  |          |      |               | DNF  |
| Mireia Gutiérrez | Slalom géant  | 1 min 20 s 61 | 43e  |          |      |               | DNF  |
| Mireia Gutiérrez | Super-Combiné | 1 min 29 s 16 | 25e  | 46 s 51  | 19e  | 2 min 15 s 67 | 24e  |
| Mireia Gutiérrez | Super-G       | NC            | NC   | NC       | NC   |               | DNF  |
| Sofie Juarez     | Slalom        | DNF           | DNF  |          |      |               | DNF  |
| Sofie Juarez     | Slalom géant  | DNF           | DNF  |          |      |               | DNF  |

## Épreuves de ski de fond
| Athlète         | Épreuve         | Qualification | Rang | 1/4 de finale | Rang    | 1/2 finale | Rang    | Finale           | Rang |
| --------------- | --------------- | ------------- | ---- | ------------- | ------- | ---------- | ------- | ---------------- | ---- |
| Francesc Soulié | 15 km libre     | NC            | NC   | NC            | NC      | NC         | NC      | 38 min 36 s 0    | 73e  |
| Francesc Soulié | 50 km classique | NC            | NC   | NC            | NC      | NC         | NC      | 2 h 25 min 0 s 8 | 47e  |
| Francesc Soulié | Poursuite 30 km | NC            | NC   | NC            | NC      | NC         | NC      |                  | DNF  |
| Francesc Soulié | Sprint          | 3 min 55 s 22 | 56e  | éliminé       | éliminé | éliminé    | éliminé | éliminé          | 56e  |

## Épreuve de snowboard
L'Andorre est représenté dans les épreuves de snowboard par un athlète lors de ces Jeux olympiques. Il s'agit du snowboarder Lluis Marín Tarroch, né le 12 octobre 1988 en Andorre. Marín a également été aligné aux championnats du monde à une reprise en 2009. Il participe à l'épreuve du cross qui se déroulent le 15 février 2010.
| Athlète             | Épreuve | Qualification | Rang | 1/4 de finale | Rang    | 1/2 finale | Rang    | Finale  | Rang |
| ------------------- | ------- | ------------- | ---- | ------------- | ------- | ---------- | ------- | ------- | ---- |
| Lluis Marín Tarroch | Cross   | 1 min 47 s 36 | 34e  | éliminé       | éliminé | éliminé    | éliminé | éliminé | 34e  |

## Diffusion des Jeux en Andorre
Aucune chaîne de télévision nationale ne retransmet les Jeux de Vancouver. Les Andorrans peuvent néanmoins suivre les épreuves olympiques en regardant les chaînes nationales françaises France 2 et France 3, du groupe France Télévisions, ainsi que les chaînes espagnoles La 2, Teledeporte et TVE1 du groupe Radio Televisión Española (RTVE). Eurosport et Eurovision permettent d'assurer la couverture médiatique andorrane sur Internet.